# Arroio dos Ratos
Arroio dos Ratos là một đô thị thuộc bang Rio Grande do Sul, Brasil. Đô thị này có diện tích 425,938 km², dân số năm 2007 là 13656 người, mật độ 32,06 người/km².